# Adriano Malori
Adriano Malori (* 28. Januar 1988 in Parma) ist ein ehemaliger italienischer Radrennfahrer. Er galt als Zeitfahrspezialist.

## Sportliche Laufbahn
Adriano Malori gewann 2005 das Junioren-Rennen Memorial Leonardo Massaro. Im nächsten Jahr wurde er in der Junioren-Klasse italienischer Zeitfahrmeister, Zweiter im Straßenrennen und bei den Europameisterschaften in Valkenburg gewann er die Bronzemedaille im Zeitfahren. In der Saison 2007 wechselte er in die U23-Klasse und wurde dort 2007 und 2008 italienischer Zeitfahrmeister und gewann wieder die Bronzemedaille bei den Europameisterschaften. Bei den U23-Weltmeisterschaften 2007 in Stuttgart wurde Malori Fünfter im Zeitfahren. Bei den U23-Weltmeisterschaften 2008 im italienischen Varese konnte Malori den Sieg im Zeitfahrwettbewerb einfahren.
Auch bei der Elite erreichte Malori seine größten Erfolge in Einzelzeitfahren. So wurde er 2011, 2014 und 2015 italienischer Elitemeister in dieser Disziplin. Er vertrat sein Land mehrfach bei Straßenweltmeisterschaften im Zeitfahren der Elite und wurde 2015 Vizeweltmeister. Bei der Vuelta a España 2014, gewann er das Abschlusszeitfahren und damit seinen einzigen Etappensieg bei einer Grand Tour. Weiterhin gewann er zahlreiche Zeitfahren im Rahmen internationaler Etappenrennen und auch den Chrono Champenois. Seinen ersten und einzigen Sieg bei einem internationalen Etappenrennen gelang ihm bei der Bayern-Rundfahrt 2013, wo er auch einen Etappenerfolg im Einzelzeitfahren errang. Als Letzter der Gesamtwertung der Tour de France 2010 „trug“  Malori die Rote Laterne.
Bei der Tour de San Luis im Januar 2016 zog sich Malori bei einem Sturz auf der fünften Etappe schwere Kopfverletzungen zu und musste in ein künstliches Koma versetzt werden. Schuld an dem Sturz waren Straßenschäden. Durch Maloris Unfall kam es zu einem Massensturz von sechs weiteren Fahrern. Erst vier Wochen nach dem Sturz hatte sich der Zustand von Malori so gebessert, dass er nach Spanien transportiert werden konnte, um dort weiter behandelt zu werden. Nachdem sein Comeback erfolglos verlaufen war, erklärte er im Juli 2017 seinen Rücktritt als Aktiver und die Absicht, eine Ausbildung zum Trainer beginnen zu wollen.

## Erfolge
2006
- Italienischer Meister – Einzelzeitfahren (Junioren)
- Memorial Davide Fardelli

2007
- Italienischer Meister – Einzelzeitfahren (U23)

2008
- Italienischer Meister – Einzelzeitfahren (U23)
- Europameister – Einzelzeitfahren (U23)
- Trofeo Città di Castelfidardo
- Chrono Champenois Masculin
- Weltmeister – Einzelzeitfahren (U23)

2009
- Mannschaftszeitfahren Giro della Valle d’Aosta
- Chrono Champenois – Trophée Européen

2010
- Nachwuchswertung Bayern-Rundfahrt

2011
- eine Etappe Settimana Internazionale
- Italienischer Meister – Einzelzeitfahren

2013
- eine Etappe Settimana Internazionale
- Gesamtwertung und eine Etappe Bayern-Rundfahrt

2014
- eine Etappe Tour de San Luis
- eine Etappe Tirreno–Adriatico
- eine Etappe Route du Sud
- Italienischer Meister – Einzelzeitfahren
- eine Etappe und Mannschaftszeitfahren Vuelta a España

2015
- eine Etappe Tour de San Luis
- eine Etappe Tirreno–Adriatico
- eine Etappe Circuit Cycliste Sarthe
- Italienischer Meister – Einzelzeitfahren
- eine Etappe Tour du Poitou Charentes
- Weltmeisterschaft – Mannschaftszeitfahren
- Weltmeisterschaft – Einzelzeitfahren

## Grand-Tour-Platzierungen
| Grand Tour            | 2010 | 2011 | 2012 | 2013 | 2014 | 2015 | 2016 | 2017 |
| --------------------- | ---- | ---- | ---- | ---- | ---- | ---- | ---- | ---- |
| Giro d’ItaliaGiro     | –    | –    | 68   | –    | 121  | –    | –    | –    |
| Tour de FranceTour    | 167  | 89   | –    | DNF  | –    | 107  | –    | –    |
| Vuelta a EspañaVuelta | –    | –    | –    | –    | 114  | –    | –    | –    |

## Teams
- 2009 Lampre-NGC (Stagiaire)
- 2010 Lampre-Farnese Vini
- 2011 Lampre-ISD
- 2012 Lampre-ISD
- 2013 Lampre-Merida
- 2014 Movistar Team
- 2015 Movistar Team
- 2016 Movistar Team
- 2017 Movistar Team